# ركود خلوي
Cytostasis (سيتو تعني ركود وستازيس تعني ركود أو ايقاف) هو تثبيط نمو وتكاثر الخلايا.
تثبيط الخلايا يشير إلى عنصر في الخلية أو دواء يوقف نمو الخلية.
الركود الخلوي  هو متطلب هام في تكوين الكائنات الحية عديدة الخلايا. فبدون تنظيم نمو الخلايا والانقسام سيتكون فقط أكوام من الخلايا غير المنظمة.
العلاج الكيميائي من السرطان, علاج الأمراض الجلدية والعلاج من العدوى هي حالات مشهورة لاستخدام الركود الخلوي. المنتجات الصحية النشطة عامة تحتوي على مواد مثبطة للخلايا.
آلية الركود الخلوي والأدوية عموما تحدث جنبا إلى جنب مع السامة منها.

## المفعلات
أكسيد النيتريك _  خلايا الماكروفاج النشطة تنتج كميات كبيرة من أكسيد النيتريك (NO) ، الذي يحفز كلا من الركود الخلوي و السمية ضد خلايا الورم على حد سواء في المختبر وفي الجسم الحي. الركود الخلوي الناتج عن أكسيد النيتريك يستهدف  الاختزال الريبونوكليوتيدي عن طريق تثبيط سريع منعكس،  ولكن  بعض الدراسات تظهر احتمالية وجود أهداف أخرى مسئولة عن الركود الخلوي في الخلايا.
عديد السكاريد (LPS) و الدهون المرتبطة بالبروتين LAP _ أثبتت الدراسات أن LPS وLAP هي منشطات ماكروفاج قوية التي ثبت تحفيزها للركود الخلوي القاتل  في المختبر. LPS و LAP  تقوم بتحفيز الماكروفاج من النوع C3H/HeJ لقتل الخلايا السرطانية. وخلص إلى أن LAP يمكن أن يحقق واحد على الأقل من اثار الإشارات اللازمة لإحداث نشاط ماكروفاج مما يؤدي إلى الركود الخلوي.
الأحماض الدهنية _ الأحماض الدهنية غير المشبعة لها تأثير واضح على نمو الخلايا في بعض الخلايا الطلائية لدى البشر. تركيزات الأحماض الأمينية ن3 ون6  لم تستحث موت الخلايا المبرمج ، ولكنها سببت توقف دائم لنمو الخلية عن طريق التأثير في دورة الخلية. وتبين الدراسة أن نواتج الأيض من مسار lipoxygenase  تتشارك مع مضادات الانقسامات الناتجة عن هذه الأحماض. ومع ذلك فإن النشاط السمي لهذه الأحماض ليس موجها ضد الأورام.

## الاستخدامات الطبية
عوامل تثبيط الخلايا مفيدة في مكافحة الأورام مع قدرتها على تحفيز توقف نمو الخلايا.
سرطان الثدي _ دراسة واحدة تشير إلى أكسيد النيتريك (NO) هي قادر على تثبيط o' خلايا سرطان الثدي في الإنسان MDA-MB-231. أكسيد النيتريك ليس قادرا فقط على وقف نمو الخلايا بل تظهر الدراسة أنه يمكن أيضا يستحث موت الخلايا المبرمج بعد تعريض الخلايا السرطانية إلى ما لا يزيد على 48 ساعة لأكسيد النيتريك
الورم الخبيث بالخلايا الطلائية _ سلسلة طويلة من الأحماض الدهنية المتعددة غير المشبعة تمنع انقسام الخلايا حيث تسبب توقف دورة الخلية ويمكن أن تستحث موت الخلايا الخبيثة في الخلايا الطلائية من مختلف الأنسجة والأعضاء في المختبر